# Рогатинский, Богдан
Богдан Ивашко Рогатинский, Ивашко Богдан Преслужич Рогатинский — русский боярин, помещик и владелец Рогатина, Чесников и других имений в Галиции, староста Олеско и державец Олесского замка, соратник и полководец великого князя литовского Свидригайла Ольгердовича.

## Биография
Сын русского боярина Волчка Преслужича, владельца Рогатина и близлежащих деревень. Поддерживал великого князя литовского Свидригайла в его конфликте с королем Польши и старшим братом Ягайло. В 1431—1432 годах был олеским старостой от имени Свидригайло. В 1431 году, во время Луцкой войны отразил нападение на Олесский замок 6-тысячного польского (королевского) войска, пришедшего из-под Владимира. Несмотря на то, что олескому дидичу Богдану Рогатинскому угрожала конфискация имений, в частности Рогатина, он не поддался.
Согласно версии Яна Длугоша, во время переговоров с польскими представителями Богдан Рогатинский вроде бы пообещал «сдать» Олесский замок в случае падения Луцкого замка. Это сообщение смахивает на попытку прикрыть неудачу польского войска с получением Олесского замка, а еще может свидетельствовать о военно-дипломатических уловках олеского старосты. В любом случае Луцкая твердыня также выстояла, а Богдан Рогатинский сохранил верность Свидригайлу.
Не добившись военной победы, король Владислав II Ягелло пошел на подписание с великим князем литовским Свидригайлом 2-летнего перемирия, заключенного 26 августа 1431 года. Согласно договору Олесский замок оставался в составе Великого княжества Литовского.
Очередная борьба за Олесский замок разгорелась осенью 1432 года, когда после дворцового переворота великим князем литовским избрали Сигизмунда Кейстутовича. Польский король Владислав II Яелло, не дождавшись официального согласия на передачу Олесского замка Польскому королевству и нарушив соглашение со Свидригайло, бросил на получение непокорной твердыне свои лучшие силы — дворовые полки.
Великий князь литовский Сигизмунд Кейстутович в грамоте от 15 октября 1432 года вынужден был констатировать, что уже во время заключения соглашений с польской стороной королевские войска осадили Олесский замок. Была достигнута договоренность, что замок и принадлежащие ему земли передавали Польше при условии, если замок будет добыт военной силой или взят любым другим способом. В то же время великий князь литовский Сигизмунд Кейстутович допускал также, что Польское королевство может согласиться покинуть Олесский замок в составе ВКЛ, чем, собственно, косвенно побуждал отряд Олеского замка и его руководителя Богдана (Ивашко) Рогатинского к продолжению сопротивления.
Обретение Олесского замка приобретало для польской стороны важное политическое значение. Король Владислав Ягелло, прибыв во Львов и не получив известия о капитуляции замка, решил принять дипломатические меры. 18 октября 1432 года он издал грамоту о «прощении» олещан за антипольские выступления. Он обещал возвращение «бывшему старости в Олеске» Ивашко Рогатинскому и его боярам (земьянам) конфискованных ранее имений как под Олеском, так и на землях Польского королевства.
Очевидно, что такой шаг короля Ягайло в определенной степени внес дезорганизацию в ряды защитников Олесского замка и способствовал его получению королевскими войсками в конце октября 1432 года. Впрочем, Ивашко Рогатинский и на этот раз сохранил верность Свидригайлу. С частью своих сторонников он вырвался из осажденного замка и присоединился к армии князя Свидригайло.
В 1433 году Владислав II Ягелло вторично конфисковал имения Богдана Рогатинского и раздал своим верным сторонникам (так польский шляхтич Николай Парава из Любина получил Рогатин). Богдан же, вероятно, получил от Свидригайло какие-то имения на Волыни и в Беларуси. В 1441 году он был старостой клецким и мельницким, в 1461 году — староста Каменца.

## Семья
Жена — Евдокия, дочь князя Андрея Владимировича логожского, внука великого киевского князя Владимира Ольгердовича . Имел с ней двух дочерей:
- Федора Рогатинская (до 1457—1512) — 1-й муж — князь Иван Семёнович Кобринский, 2-й муж — Юрий Пац, 3-й муж — Николай Радзивилл «Старый»
- Дочь (имя неизвестно), жена князя Михаила Збаражского-Вишневецкого.